# Saison 2 d'United States of Tara
Chronologie
Saison 1 Saison 3
Cet article présente le guide des épisodes de la deuxième saison de la série télévisée américaine United States of Tara.

## Généralités
- Cette deuxième saison est composée de 12 épisodes.
- Tara Gregson, mère de deux adolescents, souffre d'un trouble dissociatif de l'identité. Elle possède plusieurs personnalités différentes soit des « alter ego ». Lorsque Tara décide d'arrêter son traitement médical, ces différentes personnalités resurgissent : « T. », une adolescente de 16 ans; « Alice », la mère parfaite des années 1950;  « Buck », un vétéran du Viêt Nam pervers et alcoolique;  « Gimme », un alter ego « animal », le « Dr Shoshana Schœnbaum », une psychologue hippie et « Cocotte » (Chicken en VO), Tara se retrouve de nouveau avec sa mentalité d'enfant de 5 ans.
Néanmoins, Tara peut compter sur le soutien de sa famille, son époux Max, et ses enfants Kate et Marshall. En revanche, sa sœur : Charmaine est beaucoup moins tolérante et la soupçonne même de simuler son état.
Au fur et à mesure du temps, Tara va découvrir également les raisons de son trouble, en cherchant dans sa mémoire les événements traumatisants de son enfance.

## Distribution de la saison

### Personnages réguliers
- Toni Collette (VF : Marjorie Frantz) : Tara Gregson
- John Corbett (VF : Maurice Decoster) : Max Gregson
- Brie Larson (VF : Elisabeth Ventura) : Kate Gregson
- Keir Gilchrist (VF : Dimitri Rougeul) : Marshall Gregson
- Rosemarie DeWitt (VF : Laura Préjean) : Charmaine Craine

### Personnages récurrents
- Patton Oswalt (VF : Daniel Lafourcade) : Neil Kowalski
- Fred Ward (VF : Jean Barney) :  Frank Craine
- Pamela Reed (VF : Marie-Martine) : Beverly Craine
- Zosia Mamet (VF : Camille Donda) : Courtney
- Michael Hitchcock (VF : Edgar Givry) : Ted Mayo
- Joey Lauren Adams (VF : Virginie Ledieu) : Pammy
- Michael J. Willett (VF : Yoann Sover) : Lionel Trane
- Viola Davis (VF : Françoise Vallon) : Lynda P. Frazier
- Matthew Del Negro (VF : Serge Faliu) : Nick Hurley
- Sammy Sheik (VF : Stéphane Fourreau) : Hany
- Seth Gabel (VF : Alexandre Gillet) : Zach

## Épisodes

### Épisode 1:Enfin libre
- États-Unis : 22 mars 2010 sur Showtime
- France : 28 décembre 2010 sur Canal+ Décalé et le 17 mars 2011 sur Canal+
- Belgique : 21 juillet 2011 sur Be Séries[1]
- Québec : 16 mai 2012 sur AddikTV[2]
- Suisse :

### Épisode 2:Une liaison dangereuse
- États-Unis : 29 mars 2010 sur Showtime
- France : 28 décembre 2010 sur Canal+ Décalé et le 17 mars 2011 sur Canal+
- Belgique : 21 juillet 2011 sur Be Séries
- Québec : 16 mai 2012 sur AddikTV
- Suisse :

### Épisode 3:Mensonges
- États-Unis : 5 avril 2010 sur Showtime
- France : 28 décembre 2010 sur Canal+ Décalé & le 17 mars 2011 sur Canal+
- Belgique : 21 juillet 2011 sur Be Séries
- Québec : 23 mai 2012 sur AddikTV
- Suisse :

### Épisode 4:Nouvelle Psy
- États-Unis : 12 avril 2010 sur Showtime
- France : 29 décembre 2010 sur Canal+ Décalé & le 24 mars 2011 sur Canal+
- Belgique : sur Be Séries
- Québec : 23 mai 2012 sur AddikTV
- Suisse :

### Épisode 5:Docteur Shoshana Schoenbaum
- États-Unis : 19 avril 2010 sur Showtime
- France : 29 décembre 2010 sur Canal+ Décalé & le 24 mars 2011 sur Canal+
- Belgique : sur Be Séries
- Québec : 30 mai 2012 sur AddikTV
- Suisse :

### Épisode 6:Tornade
- États-Unis : 26 avril 2010 sur Showtime
- France : 29 décembre 2010 sur Canal+ Décalé & le 24 mars 2011 sur Canal+
- Belgique : sur Be Séries
- Québec : 30 mai 2012 sur AddikTV
- Suisse :

### Épisode 7:Aide aux familles cinglées
- États-Unis : 3 mai 2010 sur Showtime
- France : 30 décembre 2010 sur Canal+ Décalé & le 31 mars 2011 sur Canal+
- Belgique : sur Be Séries
- Québec : 6 juin 2012 sur AddikTV
- Suisse :

### Épisode 8:Diorama explosif
- États-Unis : 10 mai 2010 sur Showtime
- France : 30 décembre 2010 sur Canal+ Décalé & le 31 mars 2011 sur Canal+
- Belgique : sur Be Séries
- Québec : 6 juin 2012 sur AddikTV
- Suisse :

### Épisode 9:Le Portrait de famille
- États-Unis : 17 mai 2010 sur Showtime
- France : 30 décembre 2010 sur Canal+ Décalé & le 31 mars 2011 sur Canal+
- Belgique : sur Be Séries
- Québec : 13 juin 2012 sur AddikTV
- Suisse :

### Épisode 10:Visites
- États-Unis : 24 mai 2010 sur Showtime
- France : 31 décembre 2010 sur Canal+ Décalé & le 7 avril 2011 sur Canal+
- Belgique : sur Be Séries
- Québec : 13 juin 2012 sur AddikTV
- Suisse :

### Épisode 11:Retour dans le passé
- États-Unis : 31 mai 2010 sur Showtime
- France : 31 décembre 2010 sur Canal+ Décalé & le 7 avril 2011 sur Canal+
- Belgique : sur Be Séries
- Québec : 20 juin 2012 sur AddikTV
- Suisse :

### Épisode 12:Pour le meilleur et Pour le pire
- États-Unis : 7 juin 2010 sur Showtime
- France : 31 décembre 2010 sur Canal+ Décalé & le 7 avril 2011 sur Canal+
- Belgique : sur Be Séries
- Québec : 20 juin 2012 sur AddikTV
- Suisse :